# Malam Bacai Sanhá
Malam Bacai Sanhá (5 de maig de 1947 – 9 de gener de 2012) va ser un polític i president de Guinea Bissau, elegit el 28 de juny del 2009, i assumí el càrrec el 8 de setembre del mateix any. Anteriorment va actuar com a president interí del seu país, entre el 14 de maig de 1999 i el 17 de febrer de 2000.

## Biografia
Antic membre del Partit Africà per la Independència de Guinea i Cap Verd (PAIGC), Sanhá va actuar com a governador de les regions de Gabú i Bafatá i va ocupar diversos càrrecs ministerials abans de convertir-se en president de l'Assemblea Nacional Popular el 1994. Va esclatar una guerra civil al juny de 1998 entre elements de l'exèrcit que seguien al general Ansumane Mané i els lleials al president João Bernardo Vieira; el 26 de novembre de 1998 Sanhá va presidir la primera sessió de l'Assemblea Nacional del Poble des del començament de la guerra. Encara que va ser crític tant amb els rebels com amb Vieira, va focalitzar més les seves crítiques en aquest últim. Després del derrocament de Vieira el 7 de maig de 1999, Sanhá va ser nomenat president interí per la junta militar presidida per Mané l'11 de maig. La seva designació per succeir Vieira es va intentar fer en respecte a la Constitució, i havia d'ocupar el càrrec fins a les noves eleccions que havien de celebrar-se a cap d'any. Sanhá va prendre possessió del seu càrrec el 14 de maig, prometent pau i la fi de les persecucions polítiques.
En la primera ronda de les eleccions presidencials celebrada el 28 de novembre de 1999, Sanhá va acabar segon amb 23,37% dels vots. En la segona volta, realitzada el 16 de gener de 2000, va obtenir solament el 28,0% dels vots contra el 72,0% de Kumba Ialá. La junta militar dirigida per Mané recolzava la candidatura de Sanhá.
Després d'un cop militar que en 2003 va enderrocar Ialá i d'un període de govern de transició, es van celebrar noves eleccions presidencials el 19 de juny de 2005, en les quals tres expresidents (Sanhá, Vieira i Ialá) van ser els principals candidats. Sanhá, de nou intervenint com a candidat del PAIGC, va acabar primer amb 35,45% dels vots. L'excap d'Estat João Bernardo Vieira es va situar segon amb 28,87%. Malgrat el seu triomf en la primera volta, Sanhá va perdre en segona volta que va tenir lloc el 24 de juliol de 2005 davant Vieira, per 47,65% a 52,35%. No obstant això, va refusar acceptar el resultat, prometent portar el cas a la Cort Suprema.
Sanhá va disputar el lideratge partidari al president del PAIGC, Carlos Gomes Júnior, al Setè Congrés Ordinari de juny-juliol de 2008. No obstant això, Gomes va ser reelegit al final del Congrés l'1 i 2 de juliol, en rebre 578 vots contra 355 a favor de Sanhá.

## Presidència
A les eleccions presidencials de 2009, Sanha va obtenir el primer lloc en la primera ronda de votació, i va derrotar Kumba Ialá en la segona ronda. Va jurar com a president el 8 de setembre. En aquesta ocasió es va comprometre a investigar els assassinats de març de 2009 del cap d'estat major militar Batista Tagme Na Waie i del president Vieira, i també es va comprometre a lluitar contra la delinqüència, el tràfic de drogues i la corrupció.

## Defunció
Sanhá patia de diabetis. A principis de desembre de 2009 tenia previst visitar Portugal, però va retardar la visita causa de problemes de salut. Després d'un desmai va ser portat a Dakar, Senegal i París per rebre tractament mèdic i es va dir que tenia una petita baixada d'hemoglobina. Sanhá va passar deu dies a París i posteriorment es va quedar a la Canàries durant un temps abans de tornar a Bissau el 30 de desembre de 2009. El seu cap de protocol va declarar que s'havia recuperat i estava en bon estat. Des d'aquest moment va passar intervals regulars en els hospitals de Dakar i París. Durant la seva estada a París, dues setmanes abans de la seva mort, es va produir un intent de cop d'estat com a resultat de la lluita interna dins de les forces armades.
va ser ingressat a l'Hospital Militar Val-de-Grâce de París a la fi de l'any 2011. El mandatari, de 64 anys, va entrar en coma dies després de la seva arribada a l'hospital. Finalment, el seu decés es va produir el dia 9 de gener de 2012, sense que se'n precisés la causa.